# نيكولا لوبيز
نيكولا لوبيز (بالفرنسية: Nicolas Lopez)‏ هو مبارز بالسيف فرنسي، ولد في 14 نوفمبر 1980 في تارب في فرنسا.

## وصلات خارجية
- نيكولا لوبيز على موقع الاتحاد الدولي للمبارزة (الإنجليزية)
- نيكولا لوبيز على موقع الاتحاد الأوروبي للمبارزة (الإنجليزية)
- نيكولا لوبيز على موقع أوليمبيديا (الإنجليزية)
- نيكولا لوبيز على موقع اللجنة الأولمبية الفرنسية (مؤرشف) (الفرنسية)